# Comparazione degli instant messenger
Le seguenti tabelle comparano informazioni generali e tecniche per alcuni sistemi di messaggistica istantanea.
Vedere gli articoli individuali dei prodotti per più informazioni. Questo articolo potrebbe non includere tutto o potrebbe essere non aggiornato. I collegamenti esterni conducono alle estensioni che aggiungono una funzione a un client.

## Informazioni generali
Informazioni generali di base sui sistemi di messaggistica istantanea: creatore/compagnia, licenza/prezzo ecc.
|                             | Creatore                                                                                 | Data della prima release pubblica | Tipo                             | Ultima versione stabile                                                               | Costo (USD)           | Licenza del software |
| --------------------------- | ---------------------------------------------------------------------------------------- | --------------------------------- | -------------------------------- | ------------------------------------------------------------------------------------- | --------------------- | -------------------- |
| Adium                       | Adam Iser, Evan Schoenberg                                                               | settembre 2001                    | Multiprotocollo                  | 1.3.6                                                                                 | Gratis                | GPL v2               |
| AIM                         | AOL                                                                                      | maggio, 1997                      | Un protocollo                    | 6.9.17.2 (Windows) 1.5.129 (Mac OS X) 1.5.286 (Linux)                                 | Gratis Adware         | Proprietario         |
| aMSN                        | Alvaro J. Iradier Muro                                                                   | maggio 2002                       | Un protocollo                    | 0.98.4                                                                                | Gratis                | GPL                  |
| BeeNut                      | Total Achieve International Ltd                                                          | aprile 2005                       | Multiprotocollo                  | 2.017                                                                                 | Gratis                | Proprietario         |
| BitlBee                     | Wilmer van der Gaast                                                                     | 9 agosto 2002                     | Gateway IRC, Multiprotocollo     | 1.2.3                                                                                 | Gratis                | GPL                  |
| BitWise IM                  | BitWise Communications, LLC                                                              | 17 marzo 2002                     | Un protocollo                    | 1.7.3                                                                                 | Gratis                | Proprietario         |
| C6 Messenger                | Icona S.p.a (Telecom Italia)                                                             | 1998                              | Un protocollo                    | 7.1                                                                                   | Gratis                | Proprietario         |
| Centericq                   | Konstantin Klyagin                                                                       | ?                                 | Multiprotocollo                  | 4.21.0                                                                                | Gratis                | GPL                  |
| Conversations               | Daniel Gultsch                                                                           | marzo 2014                        | Un protocollo                    | 2.8.3                                                                                 | Gratis o a pagamento3 | GPL v3               |
| cudumar-xmpp                | Daniele Tenero                                                                           | ottobre 2011                      | Un protocollo                    | 0.0.2                                                                                 | Gratis                | GPL                  |
| Discord                     | Discord Inc.                                                                             | 6 marzo 2015                      | ?                                | 1.0.91664                                                                             | Gratis (lato client)  | Proprietario         |
| Emesene                     | Luis Mariano Guerra                                                                      | 24 maggio 2006                    | protocollo                       | 1.6.3                                                                                 | Gratis                | GPL                  |
| Empathy                     | Xavier Claessens                                                                         | maggio 2007                       | Multiprotocollo                  | 2.28.2                                                                                | Gratis                | GPL                  |
| Fire                        | Eric Peyton                                                                              | ?                                 | Multiprotocollo                  | 1.5.6                                                                                 | Gratis                | GPL                  |
| Gajim                       | Yann Le Boulanger                                                                        | 21 maggio 2004                    | Un protocollo                    | 0.13.4                                                                                | Gratis                | GPL                  |
| Google Talk                 | Google Inc.                                                                              | 24 agosto, 2005                   | Un protocollo                    | 1.0.0.104                                                                             | Gratis                | Proprietario         |
| GCN                         | Jason K. Resch                                                                           | 18 novembre 2000                  | Un protocollo                    | 2.9.1                                                                                 | Gratis Adware         | Proprietario         |
| Gossip                      | Mikael Hallendal, Richard Hult                                                           | 2 ottobre 2002                    | Un protocollo                    | 0.8                                                                                   | Gratis                | GPL                  |
| IBM Lotus Sametime          | IBM                                                                                      | 1999                              | Multiprotocollo                  | 7.5                                                                                   | A pagamento 1         | Proprietario         |
| iChat                       | Apple Inc.                                                                               | agosto 2002                       | Multiprotocollo                  | 5.0                                                                                   | Gratis                | Proprietario         |
| ICQ                         | Mirabilis                                                                                | novembre 1996                     | Un protocollo (OSCAR: ICQ e AIM) | 7.2.3 Build 3525                                                                      | Gratis Adware         | Proprietario         |
| IM2                         | IM2 Limited                                                                              | aprile 2003                       | Multiprotocollo                  | 1.5                                                                                   | Gratis                | Proprietario         |
| JAJC                        | Mikel Ivanov                                                                             | 2002                              | Un protocollo                    | 0.0.8.124                                                                             | Gratis                | Proprietario         |
| KMess                       | KMess Team                                                                               | ?                                 | Un protocollo                    | 2.0                                                                                   | Gratis                | GPL                  |
| Kopete                      | Kopete Team                                                                              | 3 marzo 2002                      | Multiprotocollo                  | 1.00                                                                                  | Gratis                | GPL                  |
| Licq                        | ?                                                                                        | ?                                 | Un protocollo                    | 1.3.6                                                                                 | Gratis                | GPL                  |
| Meetro                      | Meetroduction, LLC                                                                       | maggio, 2005                      | Multiprotocollo                  | 1.0                                                                                   | Gratis                | Proprietario         |
| climm (ex mICQ)             | Mattew D. Smith (up to ICQv5); Rüdiger Kuhlmann                                          | 1997(?); 2001                     | Un protocollo                    | 0.7                                                                                   | Gratis                | GPL v2               |
| Mercury                     | Danny                                                                                    | ?                                 | Un protocollo                    | 1.9                                                                                   | Gratis                | Proprietario         |
| Miranda IM                  | Miranda IM Project                                                                       | 6 febbraio 2000                   | Multiprotocollo                  | 0.7.17                                                                                | Gratis                | GPL                  |
| Microsoft Messenger per Mac | Microsoft                                                                                | ???                               | Un protocollo                    | 7.0                                                                                   | Gratis                | Proprietario         |
| QuteCom                     | QuteCom                                                                                  | ?, 2005                           | Multiprotocollo                  | 2.2RC3 (Windows) 2.2RC3 (Mac OS X) 2.2RC3 (Linux)                                     | Gratis                | GPL                  |
| Pidgin                      | Mark Spencer                                                                             | novembre 1998                     | Multiprotocollo                  | 2.9.0                                                                                 | Gratis                | GPL                  |
| Proteus                     | Justin Wood                                                                              | ?                                 | Multiprotocollo                  | 4.21                                                                                  | Gratis                | GPL                  |
| Psi                         | Justin Karneges                                                                          | 2001                              | Un protocollo                    | 0.13                                                                                  | Gratis                | GPL                  |
| Pygeon                      | Cooperazione Internazionale                                                              | 2009                              | Un protocollo                    | 2.0.0                                                                                 | Gratis                | GPL                  |
| Qnext                       | Qnext Corp.                                                                              | 28 giugno, 2004                   | Multiprotocollo                  | 4.0.2.26                                                                              | Gratis                | Proprietario         |
| QQ                          | Tencent                                                                                  | febbraio 1999                     | Un protocollo                    | 1.0                                                                                   | Gratis                | Proprietario         |
| Rediff BOL                  | Rediff.com Archiviato il 25 agosto 2005 in Internet Archive.                             | circa 1999                        | Un protocollo                    | 8.0                                                                                   | Gratis                | Proprietario         |
| SIM                         | SIM project                                                                              | marzo 2004                        | Multiprotocollo                  | 0.9.4.3                                                                               | Gratis                | GPL                  |
| Skype                       | Niklas Zennström e Janus Friis / eBay                                                    | 2003                              | Un protocollo                    | 4.1.0.166 (Win) 2.8.0.722 (Mac) 2.1.0.47 (Linux) 3.0.0.256 (Pocket PC) 1.2.1 (iPhone) | Gratis 2              | Proprietario         |
| talk                        | Kipp Hickman                                                                             | 1982                              | Un protocollo                    | 1.7 (versione BSD)                                                                    | Gratis                | BSD                  |
| Tkabber                     | Alexey Shchepin                                                                          | 2003                              | Un protocollo                    | 0.11.1                                                                                | Gratis                | GPL                  |
| Trillian                    | Cerulean Studios                                                                         | 1º luglio, 2000                   | Multiprotocollo                  | 4.0.0.117                                                                             | Gratis                | Proprietario         |
| Trillian Pro                | Cerulean Studios                                                                         | 10 settembre 2002                 | Multiprotocollo                  | 4.0.0.117                                                                             | $25                   | Proprietario         |
| Tuenti                      | Zaryn Dentzel, Felix Ruiz Hernandez, Kenny Bentley, Adeyemi Ajao e Joaquín Ayuso de Pául | 2006                              | Multiprotocollo                  |                                                                                       | Gratis                | Proprietario         |
| Xfire                       | Xfire.inc                                                                                | 2004                              | Un protocollo                    | 1.114                                                                                 | Gratis                | Proprietario         |
| Yahoo! Messenger            | Yahoo!                                                                                   | 21 giugno, 1999                   | Un protocollo                    | 9.0.0.2162 (Win) 2.5.3 (Mac)                                                          | Gratis                | Proprietario         |
| YSM                         | rad2k                                                                                    | 2001                              | Un protocollo                    | 2.9.9.1                                                                               | Gratis                | GPL                  |
| Zephyr                      | Project Athena                                                                           | 1987                              | Un protocollo                    | 2.0                                                                                   | Gratis                | MIT                  |
|                             | Creatore                                                                                 | Data della prima release pubblica | Tipo                             | Ultima versione stabile                                                               | Costo (USD)           | Licenza del software |

nota 1: Il prezzo dipende dal numero di utenti o dal numero di processori utilizzati sul lato server. Il prodotto è disponibile solo per le aziende, non per uso personale.
nota 2: Il prodotto è gratuito per il collegamento con altri utenti Skype. La chiamata verso telefoni fissi o cellulari non Skype è a pagamento.
nota 3: A seconda del canale di distribuzione.
nota 4: Versione Windows

## Sistemi operativi supportati
I sistemi operativi nei quali i client possono girare senza emulazione.
| Client                      | Windows | macOS | Linux | BSD  | Unix |
| --------------------------- | ------- | ----- | ----- | ---- | ---- |
| Adium                       | No      | Sì    | No    | No   | No   |
| AIM                         | Sì      | Sì    | Sì    | Sì   | Sì   |
| aMSN                        | Sì      | Sì    | Sì    | Sì   | Sì   |
| BitlBee                     | Sì      | Sì    | Sì    | Sì   | Sì   |
| BitWise IM                  | Sì      | Sì    | Sì    | No   | No   |
| C6 Messenger                | Sì      | No    | No 8  | No   | No   |
| Camfrog                     | Sì      | Sì    | No    | No   | No   |
| Centericq                   | Sì      | Sì    | Sì    | Sì   | Sì   |
| Discord                     | Sì      | Sì    | Sì    | Sì   | ?    |
| Emesene                     | Sì      | Sì    | Sì    | Sì   | Sì   |
| Empathy                     | No      | No    | Sì    | Sì   | Sì   |
| Fire                        | No      | Sì    | No    | No   | No   |
| Gajim                       | Sì      | Sì 1  | Sì    | Sì   | Sì   |
| GCN                         | Sì      | No    | No    | No   | No   |
| Google Talk                 | Sì      | Sì    | Sì    | No   | No   |
| Gossip                      | No      | No    | Sì    | Sì   | Sì   |
| IBM Lotus Sametime          | Sì      | Sì    | Sì    | No   | Sì 7 |
| iChat                       | No      | Sì    | No    | No   | No   |
| ICQ                         | Sì      | Sì    | No6   | No6  | No6  |
| IM2                         | Sì      | No    | No    | No   | No   |
| JAJC                        | Sì      | No    | No    | No   | No   |
| Kopete                      | No      | No    | Sì    | Sì   | Sì   |
| Licq                        | No      | No    | Sì    | Sì   | Sì   |
| Meetro                      | Sì      | No    | No    | No   | No   |
| Mercury                     | Sì      | Sì    | Sì    | Sì   | No   |
| mICQ                        | Sì 2    | Sì    | Sì    | Sì   | Sì   |
| Miranda IM                  | Sì      | No    | No    | No   | No   |
| Microsoft Messenger per Mac | No 3    | Sì    | No 3  | No 3 | No 3 |
| Windows Live Messenger      | Sì      | No 3  | No 3  | No 3 | No 3 |
| QuteCom                     | Sì      | Sì    | Sì    | No   | No   |
| Pidgin                      | Sì      | Sì 1  | Sì    | Sì   | Sì   |
| Proteus                     | No      | Sì    | No    | No   | No   |
| Psi                         | Sì      | Sì    | Sì    | Sì   | Sì   |
| Pygeon                      | Sì      | No    | Sì    | No   | Sì   |
| Rediff BOL                  | Sì      | No    | No    | No   | No   |
| Qnext                       | Sì      | No    | Sì    | Sì   | Sì   |
| QQ                          | Sì      | No    | No    | No   | No   |
| SIM                         | Sì      | Sì    | Sì    | Sì   | Sì   |
| Skype                       | Sì      | Sì    | Sì    | No   | No   |
| talk                        | Sì 4    | Sì    | Sì    | Sì   | Sì   |
| Tkabber                     | Sì      | Sì    | Sì    | Sì   | Sì   |
| Trillian                    | Sì      | Sì    | No    | No   | No   |
| Trillian Pro                | Sì      | No    | No    | No   | No   |
| Tuenti                      | Sì      | Sì    | Sì    | Sì   | Sì   |
| Y!M                         | Sì      | Sì    | Sì    | Sì   | Sì   |
| YSM                         | Sì      | Sì    | Sì    | Sì   | Sì   |
| Zephyr                      | Sì      | Sì    | Sì    | Sì   | Sì   |
|                             | Windows | macOS | Linux | BSD  | Unix |

nota 1: La versione Mac OS X deve essere compilata personalmente, e girerà solo con un server X e GTK+ installati.
nota 2: Richiede il terminale ANSI.
nota 3: MSN Web Messenger può essere utilizzato con un browser compatibile e con un account Microsoft Passport Network valido
nota 4: Esistono numerosi client talk/ytalk nativi per Win32; altri sono disponibili utilizzando il livello di compatibilità GNU/Linux offerto da Cygwin.
nota 5: Tutti i client XMPP che supportano la criptazione SSL possono connettersi alla rete Google Talk.
nota 6: ICQ può essere utilizzato direttamente da un web browser che supporti flash oppure java (esistono due client differenti per le due tecnologie).
nota 7: Solo sul lato server.
nota 8: Non supportato nativamente, ma funzionante in emulazione con wine con ies4linux installato o con il client opensource "openC6"

## Protocolli supportati
Informazioni sui protocolli di instant messaging che ogni client può utilizzare.
|                             | AIM       | ICQ       | MSN       | Yahoo!    | IRC       | XMPP | Apple Bonjour8 | Novell GroupWise Messenger | Lotus Sametime | Gadu- Gadu | Skype       | QQ          | Altri                                                             |
| --------------------------- | --------- | --------- | --------- | --------- | --------- | ---- | -------------- | -------------------------- | -------------- | ---------- | ----------- | ----------- | ----------------------------------------------------------------- |
| Adium                       | Sì        | Sì        | Sì        | Sì        | No        | Sì   | Sì             | Sì                         | Sì             | Sì         | Con plugin9 | Sì          | Yahoo! Japan, .Mac, Zephyr, Facebook, MySpaceIM,                  |
| AIM                         | Sì        | Sì        | No        | No        | No        | No   | No             | No                         | No             | No         | No          | No          | (nessuno)                                                         |
| aMSN                        | No        | No        | Sì        | No        | No        | No   | No             | No                         | No             | No         | No          | ?           | ?                                                                 |
| BitlBee                     | Sì        | Sì        | Sì        | Sì        | No        | Sì   | No             | No                         | No             | No         | No          | No          | No                                                                |
| BitWise IM                  | No        | No        | No        | No        | No        | No   | No             | No                         | No             | No         | No          | No          | BitWise IM                                                        |
| C6 Messenger                | No        | No        | No        | No        | No        | Sì   | No             | No                         | No             | No         | No          | No          | C6 Messenger                                                      |
| Centericq                   | Parziale6 | Sì        | Sì        | Sì        | Sì        | Sì   | No             | ?                          | ?              | No         | No          | ?           | ?                                                                 |
| Conversations               | No        | No        | No        | No        | No        | Sì   | No             | No                         | No             | No         | No          | No          | (nessuno)                                                         |
| Emesene                     | No        | No        | Sì        | No        | No        | No   | No             | No                         | No             | No         | No          | ?           | ?                                                                 |
| Empathy                     | Sì        | Sì        | Sì        | Sì        | Sì        | Sì   | Sì             | Sì                         | Sì             | Sì         | ?           | Sì          | Blizzard Battle-Net Chat, NateOn, SILC, Tlen, Zephyr (via plugin) |
| Fire                        | Sì        | Sì        | Sì        | Sì        | Sì        | Sì   | Sì             | No                         | No             | No         | No          | No          | No                                                                |
| Gajim                       | Parziale3 | Parziale3 | Parziale3 | Parziale3 | Parziale3 | Sì   | Sì             | No                         | No             | Parziale3  | No          | ?           | ?                                                                 |
| GCN                         | Parziale3 | Parziale3 | Parziale3 | Parziale3 | No        | Sì   | No             | No                         | No             | No         | No          | No          | GCN                                                               |
| Google Talk                 | No        | No        | No        | No        | No        | Sì   | No             | No                         | No             | No         | No          | No          | (nessuno)                                                         |
| Gossip                      | No3       | No3       | No3       | No3       | No3       | Sì   | No             | No                         | No             | No3        | No          | No          | (nessuno)                                                         |
| IBM Lotus Sametime          | Sì        | Sì        | No        | Sì        | No        | Sì   | No             | No                         | Sì             | No         | No          | No          | No                                                                |
| iChat                       | Sì        | Sì        | No        | No        | No        | Sì   | Sì             | ?                          | ?              | Sì         | Sì          | ?           | ?                                                                 |
| ICQ                         | Sì        | Sì        | No        | No        | No        | No   | No             | No                         | No             | No         | No          | No          | (nessuno)                                                         |
| IM2                         | Sì        | Sì        | Sì        | Sì        | Sì        | No   | No             | No                         | No             | No         | No          | ?           | ?                                                                 |
| JAJC                        | Parziale3 | Parziale3 | Parziale3 | Parziale3 | Parziale3 | Sì   | No             | No                         | No             | Parziale3  | No          | ?           | ?                                                                 |
| KMess                       | No        | No        | Sì        | No        | No        | No   | No             | No                         | No             | No         | No          | No          | No                                                                |
| Kopete                      | Sì        | Sì        | Sì        | Sì        | Sì        | Sì   | No             | Sì                         | Sì             | Sì         | Parziale4   | ?           | ?                                                                 |
| Licq                        | No        | Sì        | No        | No        | No        | No   | No             | No                         | No             | No         | No          | ?           |                                                                   |
| mICQ                        | No        | Sì        | No        | No        | No        | No   | No             | No                         | No             | No         | No          | ?           | ?                                                                 |
| Mercury                     | No        | No        | Sì        | No        | No        | No   | No             | No                         | No             | No         | No          | No          | No                                                                |
| Miranda IM                  | Parziale6 | Sì        | Sì        | Sì        | Sì        | Sì   | Con plugin2    | No                         | No             | Sì         | Parziale4   | Con plugin2 | Tlen, LAN5, Chat 5,C6,...                                         |
| Microsoft Messenger per Mac | No        | No        | Sì        | No        | No        | No   | No             | No                         | No             | No         | No          | No          | (nessuno)                                                         |
| Windows Live Messenger      | No        | No        | Sì        | Parziale  | No        | No   | No             | No                         | No             | No         | No          | No          | Facebook                                                          |
| Pidgin                      | Sì        | Sì        | Sì        | Sì        | Sì        | Sì   | Sì             | Sì                         | Con plugin1    | Sì         | Con plugin9 | Sì7         | SILC, Zephyr, XFire                                               |
| Proteus                     | Sì        | Sì        | Sì        | Sì        | Sì        | Sì   | Sì             | ?                          | ?              | Sì         | No          | ?           | ?                                                                 |
| Psi                         | Parziale3 | Parziale3 | Parziale3 | Parziale3 | Parziale3 | Sì   | No             | No                         | No             | Parziale3  | No          | ?           | ?                                                                 |
| Pygeon                      | No        | No        | No        | No        | No        | Sì   | No             | No                         | No             | No         | No          | No          | No                                                                |
| Qnext                       | Sì        | Sì        | Sì        | Sì        | Sì        | No   | No             | No                         | No             | No         | No          | No          | Qnext                                                             |
| QQ                          | No        | No        | No        | No        | No        | No   | No             | No                         | No             | No         | No          | Sì          | (nessuno)                                                         |
| SIM                         | Sì        | Sì        | Sì        | Sì        | No        | Sì   | No             | No                         | No             | No         | No          | No          | LiveJournal                                                       |
| Skype                       | No        | No        | No        | No        | No        | No   | No             | No                         | No             | No         | Sì          | No          | ?                                                                 |
| talk                        | No        | No        | No        | No        | No        | No   | No             | No                         | No             | No         | No          | No          | ntalk, ytalk                                                      |
| Tkabber                     | Parziale3 | Parziale3 | Parziale3 | Parziale3 | Parziale3 | Sì   | No             | No                         | No             | Parziale3  | No          | No          | ?                                                                 |
| Trillian                    | Sì        | Sì        | Sì        | Sì        | Sì        | No   | No             | No                         | No             | No         | No          | ?           | (nessuno)                                                         |
| Trillian Pro                | Sì        | Sì        | Sì        | Sì        | Sì        | Sì   | Sì             | Sì                         | Sì             | No         | Parziale4   | ?           | (nessuno)                                                         |
| Y!M                         | No        | No        | No        | Sì        | No        | No   | No             | No                         | No             | No         | No          | No          | (nessuno)                                                         |
| YSM                         | No        | Sì        | No        | No        | No        | No   | No             | No                         | No             | No         | No          | ?           | ?                                                                 |
| Zephyr                      | No        | No        | No        | No        | No        | No   | No             | No                         | No             | No         | No          | No          | Zephyr                                                            |
|                             | AIM       | ICQ       | MSN       | Yahoo!    | IRC       | XMPP | Apple Bonjour8 | novell GroupWise Messenger | Lotus Sametime | Gadu- Gadu | Skype       | QQ          | Altri                                                             |

nota 1: Plugin disponibile 
nota 2: Plugin disponibile
nota 3: Interoperabilità con protocolli proprietari possono essere realizzati usando dei gateway lato server (così chiamati transport) in XMPP.
nota 4: Plugin disponibile, ma richiede Skype per essere installato.
nota 5: Protocolli LAN e chat sono supportati per Miranda inclusi NetSend, WinPopup, novell Netware NCP, BattleNet, Vypress Chat, Quick Chat, e Walla Chat.
nota 6: Usa il protocollo AIM TOC, che ha poche funzioni rispetto al protocollo, ufficiale del client, Oscar.
nota 7: Supporto integrato a partire da Gaim 2.0.0 beta 4; plugin per le versioni precedenti disponibile 
nota 8: Formalmente è conosciuto con il suo nome originale: Rendezvous (poi cambiato per motivi di copyright) oppure con il nome del messenger di riferimento iChat
nota 9: Richiede Skype installato, disponibile Windows, Mac, Linux 

## Funzioni
Informazioni su quali funzioni ogni client supporta.
|                             | Ambiente          | Criptazione        | Trasferimento file | Emoticon | Unicode (UTF-8) | Giochi incorporati | Temi/skin | Chiamata Audio | Chiamata Video | Sistema di Plugin1 | Estensioni di terze parti addons 2 |
| --------------------------- | ----------------- | ------------------ | ------------------ | -------- | --------------- | ------------------ | --------- | -------------- | -------------- | ------------------ | ---------------------------------- |
| Adium                       | Cocoa             | Sì 11              | Sì                 | Sì       | Sì              | Sì                 | Sì        | ?              | ?              | Sì                 |                                    |
| AIM                         | W32               | No                 | Sì                 | Sì       | Parziale        | Sì                 | No        | ?              | ?              | Sì                 |                                    |
| aMSN                        | Tcl/Tk            | ?                  | Sì                 | Sì       | Sì              | Sì                 | Sì        | No             | No             | Sì                 |                                    |
| BeeNut                      | W32               | Sì                 | Parziale           | Sì       | No              | No                 | No        | ?              | ?              | No                 |                                    |
| BitlBee                     | n/d               | No                 | No                 | No 13    | No              | No 13              | No        | ?              | ?              | No                 |                                    |
| BitWise IM                  | W32; GTK2; Carbon | Sì 7               | Sì                 | No       | Sì              | Sì                 | No        | ?              | ?              | No                 |                                    |
| C6 Messenger                | W32               | ?                  | Sì                 | Sì       | No              | No                 | No        | Sì             | Sì             | No                 |                                    |
| Centericq                   | ncurses           | Parziale 9         | Parziale           | No       | No              | Sì                 | No        | ?              | ?              | ?                  |                                    |
| Camfrog                     | W32               | ?                  | Sì                 | Sì       | Sì              | No                 | No        | Sì             | Sì             | ?                  |                                    |
| Conversations               | Java              | Sì                 | Sì                 | Sì       | Sì              | No                 | Sì        | Sì             | Sì             | Sì                 | No                                 |
| Emesene                     | Python e GTK      | No                 | Sì                 | Sì       | Sì              | No                 | Sì        | No             | No             | Sì                 | Sì                                 |
| Empathy                     | GTK2              | Sì                 | Sì                 | Sì       | Sì              | No                 | Sì        | Sì             | Sì             | ?                  | ?                                  |
| Fire                        | Cocoa             | Si 12              | Sì                 | Sì       | No              | Sì                 | Sì        | ?              | ?              | Sì                 |                                    |
| Gajim                       | GTK2              | Sì 9               | Sì                 | Sì       | No              | Sì                 | No        | ?              | ?              | No                 |                                    |
| GCN                         | W32               | Sì 4               | Sì                 | Sì       | Sì              | Parziale           | No        | ?              | ?              | Sì                 |                                    |
| Google Talk                 | W32               | No                 | No                 | No       | No              | No                 | No        | Sì             | ?              | No                 |                                    |
| Gossip                      | GTK2              | No                 | No                 | Sì       | No              | No                 | No        | ?              | ?              | No                 |                                    |
| IBM Lotus Sametime          | Eclipse           | Sì                 | Sì                 | Sì       | Sì              | No                 | Sì        | Sì             | Sì             | Sì                 | Sì                                 |
| iChat                       | Cocoa             | No                 | Sì                 | Sì       | No              | No                 | No        | ?              | ?              | Sì                 |                                    |
| ICQ                         | W32               | No                 | Sì                 | Sì       | Sì              | Sì                 | Sì        | ?              | ?              | Sì                 |                                    |
| IM2                         | W32               | Sì 4               | Parziale           | Sì       | No              | Sì                 | No        | ?              | ?              | No                 |                                    |
| JAJC                        | W32               | Sì 9               | Sì                 | Sì       | Sì              | Sì                 | Sì        | ?              | ?              | No                 |                                    |
| KMess                       | KDE/Qt            | ?                  | ?                  | Sì       | Sì              | Sì                 | ?         | ?              | Sì             | ?                  |                                    |
| Kopete                      | KDE/Qt            | Sì 9               | Sì                 | Sì       | No              | Sì                 | Sì        | ?              | Sì             | Sì                 |                                    |
| Licq                        | Qt                | Sì                 | Sì                 | Sì       | ?               | No                 | Sì        | ?              | ?              | Sì                 | Sì                                 |
| mICQ                        | riga di comando   | Sì 5               | Sì                 | No       | No              | Sì                 | No        | ?              | ?              | No                 |                                    |
| Mercury                     | ?                 | ?                  | ?                  | Sì       | ?               | ?                  | ?         | ?              | ?              | ?                  | ?                                  |
| Miranda IM                  | W32               | Sì 10              | Sì                 | Sì       | Sì              | Sì                 | Sì        | ?              | ?              | Sì                 |                                    |
| Microsoft Messenger per Mac | Carbon            | No                 | Sì                 | Sì       | No              | No                 | No        | ?              | ?              | No                 |                                    |
| Windows Live Messenger      | W32               | No                 | Sì 14              | Sì       | Sì              | Sì                 | Sì        | Sì             | Sì             | Sì                 | Sì                                 |
| Pidgin                      | GTK2              | Sì 8 11            | Parziale           | Sì       | Sì              | Sì                 | Sì        | Sì (solo XMPP) | Sì (solo XMPP) | Sì                 |                                    |
| Proteus                     | Cocoa             | ?                  | Parziale           | Sì       | No              | Sì                 | Sì        | ?              | ?              | Sì                 |                                    |
| Psi                         | Qt/KDE            | Sì 9               | Sì                 | Sì       | No              | No                 | No        | ?              | ?              | No                 |                                    |
| Pygeon                      | GTK3              | No                 | No                 | Sì       | Sì              | No                 | Sì        | No             | No             | No                 | No                                 |
| Qnext                       | Swing             | Sì                 | Sì                 | Sì       | Sì              | Sì                 | Sì        | ?              | ?              | Sì                 | Sì                                 |
| QQ                          | W32               | No                 | Sì                 | Sì       | Sì              | Sì                 | No        | ?              | ?              | Sì                 |                                    |
| SIM                         | Qt/KDE            | Sì (GNUPG)         | Sì                 | Sì       | No              | No                 | Sì        | ?              | ?              | No                 |                                    |
| Skype                       | Qt/KDE            | Sì (Skype a Skype) | Sì                 | Sì       | No              | Sì                 | Sì        | Sì             | Sì             | Sì                 |                                    |
| talk                        | curses            | No                 | No                 | No       | No              | No                 | No        | ?              | ?              | No                 | No                                 |
| Tkabber                     | Tcl/Tk            | Sì 9               | Sì                 | Sì       | Sì              | Sì                 | Sì        | ?              | ?              | Sì                 |                                    |
| Trillian                    | W32               | Sì 4               | Sì                 | Sì       | No              | Sì                 | No        | ?              | ?              | Sì                 |                                    |
| Trillian Pro                | W32               | Sì 4               | Sì                 | Sì       | Sì              | Sì                 | Sì        | ?              | ?              | Sì                 |                                    |
| Tuenti                      | ?                 | Sì                 | Sì                 | Sì       | Sì              | No                 | No        | Sì             | Sì             | No                 |                                    |
| Y!M                         | W32;Cocoa;Gtk     | ?                  | Sì                 | Sì       | Sì              | Sì                 | No        | Sì             | ?              | No                 |                                    |
| YSM                         | riga di comando   | Sì 7               | No                 | ?        | ?               | No                 | No        | ?              | ?              | No                 |                                    |
|                             | Ambiente          | Criptazione        | Trasferimento file | Emoticon | Unicode (UTF-8) | Giochi incorporati | Temi/skin | Chiamata Audio | Chiamata Video | Sistema di Plugin1 | Estensioni di terze parti 2        |

nota 1: Sistema di plug-in per aggiungere/espandere le funzioni di default per le applicazioni, o protocollo. Come (ma non limitato a) i plugins per il client di chat Trillian.
nota 2: Estensioni di terze parti che non sono usualmente approvate dall'autore dell'applicazione e solitamente sono standalone(indipendenti). Come (ma non limitato a) le estensioni di terze parti di AOL Instant Messenger.
nota 4: Proprietario; compatibile solo a sé stesso.
nota 5: connessioni dirette con criptazione-SSL; compatibile a Licq e a SIM.
nota 7: Connessione diretta con criptazione Blowfish; compatibile solo con sé stesso.
nota 8: Disponibile come un plugin su http://pidgin-encrypt.sourceforge.net/. Compatibile solo con altri client Pidgin con lo stesso plugin.
nota 9: Compatibile con tutti i client che implementano XEP-0027 (standard di criptazione XMPP).
nota 10:  plugin AES Encryption che fornisce una criptazione a 192 bits. Compatibile solo con altri client Miranda IM con lo stesso plugin.
nota 11: La criptazione è Off-the-Record (OTR), che è attualmente supportata primariamente come un sistema di plugin; vedi l'homepage di OTR.
nota 12: Criptazione GPG su un per-message basis. Richiede il GPG per essere installato.
nota 13: Perché BitlBee dipende da un client IRC, funzioni come cambiare tema grafico e le icone sono indipendenti da BitlBee stesso.
nota 14: Non permette il trasferimento di file eseguibili (cioè gli.EXE); funzione implicita di sicurezza.

## Conferenza avanzata
Informazioni su quali funzioni supportano ogni client sulle conferenze avanzate.
|                             | Chat audio | Chat audio Multi-persone | Video chat | Video chat Multi-persone | Condivisione della lavagna | Messaggi SMS |
| --------------------------- | ---------- | ------------------------ | ---------- | ------------------------ | -------------------------- | ------------ |
| Adium                       | No         | No                       | No         | No                       | No                         | Sì 3         |
| AIM                         | Sì         | ?                        | Sì         | ?                        | ?                          | Sì           |
| aMSN                        | No         | No                       | Sì         | No                       | Sì                         | Sì           |
| BitlBee                     | No         | No                       | Sì         | No                       | ?                          | Sì           |
| BitWise IM                  | Sì         | No                       | No         | No                       | Sì                         | No           |
| C6 Messenger                | Sì         | No                       | Sì         | No                       | No                         | No           |
| Centericq                   | No         | No                       | No         | No                       | No                         | Sì           |
| Camfrog                     | Sì         | Sì                       | Sì         | Sì                       | No                         | No           |
| Conversations               | Sì         | No                       | Sì         | No                       | No                         | No           |
| Emesene                     | No         | No                       | No         | No                       | No                         | No           |
| Empathy                     | ?          | ?                        | ?          | ?                        | Sì                         | ?            |
| Fire                        | No         | No                       | No         | No                       | No                         | No           |
| Gajim                       | No         | No                       | No         | No                       | No                         | ?            |
| GCN                         | Sì         | Sì                       | Sì         | ?                        | Sì                         | No           |
| Gossip                      | No         | No                       | No         | No                       | No                         | No           |
| Google Talk                 | Sì         | No                       | No         | No                       | No                         | No           |
| IBM Lotus Sametime          | Sì         | Sì                       | Sì         | Sì                       | Sì                         | No           |
| iChat                       | Sì         | Sì                       | Sì         | Sì                       | No                         | Sì 3         |
| ICQ                         | Sì         | ?                        | Sì         | ?                        | ?                          | Sì           |
| IM2                         | Sì         | ?                        | Sì         | ?                        | ?                          | ?            |
| JAJC                        | No         | No                       | No         | No                       | ?                          | ?            |
| Kopete                      | No         | No                       | Sì 5       | No                       | ?                          | Sì           |
| Licq                        | No         | No                       | No         | No                       | ?                          | Sì           |
| mICQ                        | ?          | ?                        | ?          | ?                        | ?                          | ?            |
| Mercury                     | ?          | ?                        | ?          | ?                        | ?                          | ?            |
| Miranda IM                  | Sì 1       | No                       | No         | No                       | No                         | Sì           |
| Microsoft Messenger per Mac | No         | No                       | No         | No                       | No                         | Sì           |
| Windows Live Messenger      | Sì         | No                       | Sì         | No                       | Sì                         | Sì           |
| Pidgin                      | Sì 2       | ?                        | Sì 2       | ?                        | Sì 6                       | Sì           |
| Proteus                     | No         | No                       | No         | No                       | ?                          | ?            |
| Psi                         | No         | No                       | No         | No                       | ?                          | ?            |
| Pygeon                      | No         | No                       | No         | No                       | No                         | No           |
| Qnext                       | Sì         | No                       | Sì         | No                       | No                         | No           |
| QQ                          | Sì         | Sì                       | Sì         | ?                        | ?                          | Sì           |
| SIM                         | No         | No                       | No         | No                       | ?                          | Sì           |
| Skype                       | Sì         | Sì                       | Sì 4       | Sì 4                     | Sì 7                       | Si           |
| Tkabber                     | No         | No                       | No         | No                       | ?                          | ?            |
| Trillian                    | Sì         | Sì                       | Sì         | ?                        | ?                          | ?            |
| Trillian Pro                | Sì         | Sì                       | Sì         | ?                        | ?                          | ?            |
| Tuenti                      | Sì         | Sì                       | Sì         | Sì                       | No                         | Sì           |
| Y!M                         | Sì         | Sì                       | Sì         | No                       | Sì                         | Sì           |
| YSM                         | No         | ?                        | No         | ?                        | Sì                         | ?            |
|                             | Chat audio | Chat audio Multi-persone | Video chat | Video chat Multi-persone | Condivisione della lavagna | Messaggi SMS |

nota 1: MirandaComm plugin permette la comunicazione a voce tra due utenti Miranda che hanno il plugin installato. Testato solo con utenti del protocollo di ICQ.
nota 2: C'è un progetto chiamato gaim-vv che aiuta ad aggiungere funzioni di voci e video. Dal 2005-11-10 08:46, questo progetto non è più in sviluppo. 
nota 3: Solo su AIM per i numeri telefonici USA (codice nazione: +1).
nota 4: Disponibile (solo per Microsoft Windows) attraverso la beta del plug-in Festoon. 
nota 5: Il supporto alle webcam di MSN e di Yahoo è presente dalla versione 3.5 di KDE.
nota 6: Google ha pagato per condividere la lavagna di gaim
nota 7: Disponibile (solo per Microsoft Windows) attraverso il plug-in Sketch Pad.